# Девушка по вызову (телесериал)
«Де́вушка по вы́зову» (англ. The Girlfriend Experience) — американский драматический телесериал-антология, созданный Лоджем Керриганом и Эми Сейметц. Исполнительным продюсером выступил Стивен Содерберг, на одноимённом фильме которого основан сериал. Премьера первого сезона, состоящего из 13 серий, состоялась на Starz 10 апреля 2016 года; в тот же день все эпизоды стали доступны онлайн на Starz On Demand.
В августе 2016 года Starz продлил сериал на второй сезон из 14 эпизодов, который рассказал две новые параллельные истории; Керриган и Эми Сейметц остались шоураннерами. Премьера второго сезона состоялась 5 ноября 2017 года. В июле 2019 года сериал был продлён на третий сезон из 10 эпизодов. Премьера третьего и заключительного сезона состоялась 2 мая 2021 года.

## Сюжет
Студентка юридического факультета Кристин Рид (Райли Кио) проходит стажировку в юридической фирме «Кирклэнд-Аллен» и старается справиться со своей работой и занятиями, а также оплачивать расходы. Её близкая подруга Эйвери рассказывает, что работала в эскорте, призывает Кристин пойти по её стопам и представляет девушку другу одного из своих клиентов, который также искал эскорт. Кристина в конце концов принимает решение работать в эскорте. Сначала она работает на госпожу Эйвери — Жаклин (Александра Кастильо), но в конце концов уходит в свободное плавание. Попадая на своём пути во всевозможные ловушки, так как клиенты не знают границ, Кристин раскрывает позорный секрет «Кирклэнд-Аллен».
Главная героиня второго сезона — женщина-политик, которая шантажирует мужчин с помощью девушки-эскортницы.
Героиня становится элитной проституткой, ей это нравится и она параллельно работает нейробиологом в фирме, которая создаёт на основе личных данных искусственный интеллект, который считывает эмоции. Она записывает на телефон все свои встречи с клиентами, использует нестандартный подход к клиентам, основываясь на своих профессиональных умениях, в итоге клиенты её надолго запоминают и становятся постоянными. Героиня стремительно завоёвывает мир эскорта. Такая «подработка» позволяет обзавестись полезными знакомствами.

## В главных ролях
Первый сезон — Кристина
- Райли Кио — Кристина Рид / «Челси Рэйн»
- Пол Спаркс — Дэвид Теллис
- Мэри Линн Райскаб — Эрин Робертс

Второй сезон — Эрика и Анна
- Анна Фрил — Эрика Майлс
- Луиза Краузе — Анна Гарнер
- Наргес Ришиди — Дарья Эсфорд

Третий сезон — Бриа
- Кармен Эджого — Бриа Джонс / Сара Дэй
- Тунде Адебимпе — Иэн Олсен
- Хармони Корин — Пол
- Моргана Дейвис — Кайла Фэирчайлд

## Производство
В июне 2014 года Starz дал зелёный свет тринадцатисерийному шоу, основанному на фильме «Девушка по вызову» режиссёра Стивена Содерберга, который стал исполнительным продюсером сериала. Лодж Керриган и Эми Сейметц написали и срежиссировали все тринадцать эпизодов, а также выполняли обязанности исполнительных продюсеров. В сентябре 2014 года Райли Кио получила главную женскую роль. Шейн Кэррут написал музыку к шоу. Съёмки проходили в Торонто.

## Отзывы критиков
Сериал «Девушка по вызову» получил положительные отзывы критиков, достигнув на сайте-агрегаторе Rotten Tomatoes рейтинга 81%, со средним баллом 8,6, основанном на 31 отзыве. Критический консенсус сайта гласит: «Очаровательно тёмная „Девушка по вызову“ (которая несомненно заслуживает запойного просмотра) сглаживает все свои недостатки выдающейся актёрской игрой Райли Кио». На Metacritic шоу имеет 78 баллов из 100, что основано на 27 положительных рецензиях критиков.